# Diasemocera petrolei
Diasemocera petrolei (do roku 2018 Helaeomyia petrolei, starší synonymum Psilopa petrolei, v angličtině nazývaná oil fly - ropná moucha) je druh mouchy, jejíž larvy se vyvíjejí v přirozených ropných tůních v Kalifornii v USA, kde se na některých lokalitách vyskytuje stabilně již více než 100 let. Byla však objevena i na Kubě a Trinidadu. Larvy se živí mrtvým hmyzem a jinými členovci, kteří uvíznou v ropě. Jde o jediný známý hmyzí druh, který se vyvíjí v ropě, která je pro jiné druhy hmyzu vysoce toxická.

## Popis
Dospělé mouchy jsou asi 5 mm dlouhé, s černým tělem, pouze po stranách hlavy jsou světlejší. Kyvadélka jsou nažloutlá, s bílými skvrnami. Oči jsou hustě chlupaté. Larvy mají silnější svalovinu než jiné druhy břežnicovitých, protože se pohybují ve viskóznějším prostředí.

## Biologie
Larvy obvykle vzplývají blízko hladiny ropy a konce jejich vzduchových trubic jsou viditelné jako nepatrné body na hladině,  jsou však schopny se ponořit na delší dobu. Chování při páření a kladení vajíček dosud není popsáno. Předpokládá se, že vajíčka nejsou kladena do ropy. Celý vývoj larvy probíhá výhradně v ropě. Larvy ji opouštějí těsně před zakuklením, které probíhá na stéblech trávy na okrajích tůně.

### Tolerance vůči ropě

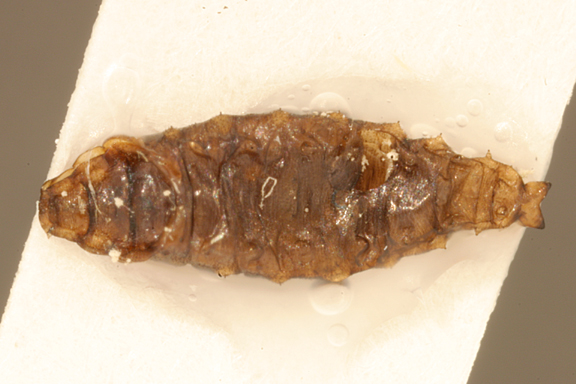
Kukla D. petrolei

Vnitřnosti larev jsou naplněny ropou, kterou ve velkém mnnožství polykají spolu s potravou. Experimentálně se však prokázalo, že se živí živočišnou hmotou přítomnou v ropě. Larvy netrpí žádnými škodlivými účinky ropy ani při teplotě 38 °C, ani když byly v laboratorních experimentech dodatečně vystaveny 50% terpentýnu nebo 50% xylenu. Tato moucha je proto označována za „nepochybně jednu z největších biologických kuriozit světa“.
Diasemocera petrolei byla poprvé popsána v surové ropě v asfaltových jezírcích La Brea Tar Pits poblíž Los Angeles v Kalifornii. Ropným technologům však byli tito tzv. "ropní červi" známi o mnoho let dříve. Populace není považována za ohroženou. Tento druh byl od té doby nalezen i v jiných lokalitách, kde jsou populace považovány za sporadické.